# Girardelater
Girardelater là một chi bọ cánh cứng trong họ 
Elateridae.
Chi này được miêu tả khoa học năm 1999 bởi Schimmel.

## Các loài
Các loài trong chi này gồm:
- Girardelater horaki Schimmel, 1999
- Girardelater longicornis Schimmel, 1999
- Girardelater porrectus (Fleutiaux, 1918)
- Girardelater sabahensis Schimmel, 2003
- Girardelater surigaoensis Schimmel, 1999
- Girardelater werneri Schimmel, 1999